# Бионка
Бионка (англ. Bionca, также известная как Бионка Севен, род. 22 января 1967 года) — американская порноактриса, кинопродюсер и режиссёр. В качестве актрисы она снялась в 451 фильме, как режиссёр сняла 45 фильмов.
Член Зала Славы AVN и Зала Славы XRCO.
Вдова продюсера Брюса Севен.

## Биография и карьера
Выросла в Лонг-Бич (Калифорния), второй ребёнок в семье с четырьмя детьми. До девяти лет она посещала баптистскую церковь. Согласно её воспоминаниям она рано начала мастурбировать и уже в возрасте 8 лет от роду испытала первый оргазм. Её отец был алкоголиком и часто избивал её. Он умер, когда ей было 12 лет. После смерти отца она в возрасте 14-ти лет начала эксперименты с сексом и наркотиками.
Её первая порнороль (Дрессировщица) состоялась в 19 лет, когда она снималась обнажённой для Джима Саута, который и познакомил её с будущим мужем — Брюсом Севен. Через несколько месяцев они поженились. Её дебютным фильмом стал Teacher’s Pet, в дальнейшем она часто снималась в фильмах Брюса. В 1985 была арестована за хранение кокаина и провела 4 месяца в заключении. В том же году они с Брюсом разошлись.
В 1993 году, совместно с Брюсом Севен она основывает компанию Exquisite Pleasures, вместе они снимают первый фильм Takin' It, который получает первый приз XRCO Award for Best Video в 1994 году. Она продюсирует сериал Buttslammers.

## Избранная фильмография
- Teacher’s Favorite Pet (1985)
- Taste Of Genie (1986)
- Throbbin Hood (1987)
- Some Like It Hotter (1988)
- Bionca On Fire (1988)
- Bionca Just For You (1989)
- Sorority Pink 1 & 2 (1989)
- Between The Cheeks 2 (1990)
- Sunny After Dark (1991)
- Anal Nation 1 & 2 (1991)
- Two Women (1992)
- Undercover Lover (1993)
- Wild Innocence 2 (1993)
- Anal Diary Of Misty Rain (1993)
- Bachelor Party 1 (1994)
- Bionca Goes To Prague (2001)

## Премии и номинации
- 1994 — XRCO Award «Best Video» — Takin' It to the Limit (совместно с Брюсом Севен)[6][7]
- 1995 — AVN Award — Best All-Girl Sex Scene (Video) — Buttslammers 4[8]
- 1995 — AVN Award — Most Outrageous Sex Scene (Video) — Depraved Fantasies[8]
- 1995 — XRCO Award — Best Girl-Girl Sex Scene — Takin' it to the Limit 6 (director)[6][9]
- 1998 — XRCO Hall of Fame inductee[5]
- 2002 — AVN Award номинация — «Best All-Girl Sex Scene — Video» — The Madam’s New Maid[10]